# نهر وايميا (كاواي)
نهر وايميا هو أكبر وأطول نهر في جزيرة كاواي في ولاية هاواي الأمريكيَّة. يبلغ طوله 35.7 كيلومترًا (22.2 ميلًا)، وهو ثالث أطول أنهار في جزر هاواي، حيث يصّرف سدس المساحة الإجمالية للجزيرة. يرتفع النهر على هضبة رطبة من المرتفعات الوسطى للجزيرة في مستنقع ألاكاي [الإنجليزية]، وهو أكبر مستنقع شاهق الارتفاع في العالم. يتدفق جنوبًا، ويمر عبر وادي وايميا [الإنجليزية] المذهل الذي يبلغ عمقه 3000 قدم (910 م).
كانت أودية نهر وايميا وروافده، نهر ماكاويلي، ذات كثافة سكانيَّة عالية. تدخل المحيط الهادئ عند وايميا، بالقرب من مكان هبوط الكابتن كوك عام 1778 في كاواي.